# 维尔纳省
维尔纳省（Ви́ленская губе́рния）是俄羅斯帝國的一個省，位於今日立陶宛東部和白俄羅斯西北部，首府維爾紐斯現時成為了今日立陶宛的首都。成立於1795年，1843年分出科夫諾省。